# Komparatystyka prawnicza
Komparatystyka prawnicza (inaczej prawo porównawcze, od łac. comparare – porównywać) – badania prawnoporównawcze, w których studiuje się podobieństwa i odmienności prawa poszczególnych państw. W komparatystyce prawniczej można dokonywać porównań pomiędzy systemami prawa występującymi na świecie: common law, prawo kontynentalne (ang. civil law), szariat, dawniej także tzw. prawo socjalistyczne itp. W pewnym zakresie komparatystyka prawnicza może obejmować także prawo międzynarodowe i prawa od niego pochodne, np. prawo Unii Europejskiej. Bardzo często komparatystyka prawnicza dokonywana jest w obrębie poszczególnych dziedzin prawa, wtedy możemy mówić o porównawczym prawie konstytucyjnym, prawie cywilnym porównawczym, prawo administracyjnym porównawczym, prawie karnym porównawczym itd.
Komparatystyka prawnicza może obejmować sam opis i analizę obcego porządku prawnego, nawet jeżeli nie porównuje się go bezpośrednio z innym porządkiem prawnym. Znaczenie badań prawnoporównawczych wzrasta we współczesnym świecie w związków z globalizacją i potrzebą poruszania się w różnych porządkach prawnych.

## Historia komparatystyki prawniczej
W 1900 r. w Paryżu odbył się pierwszy światowy zjazd komparatystyki prawniczej. Przedmiotem porównania mogą być: ustroje, poszczególne organy państwowe, kultury polityczno-prawne, systemy prawne, gałęzie prawne, poszczególne instytucje prawne (np. małżeństwo, pożyczka, orzeczenie), poszczególne normy prawne.
Prekursorem komparatystyki prawniczej był Solon (ur. ok. 640 p.n.e., zm. 561 p.n.e.), który jeżdżąc po różnych krajach doskonalił wiedzę o innych systemach prawnych, po czym wprowadził tzw. Reformy Solona. Badania prawnoporównawcze przeprowadzał już Arystoteles. W dziele Ustrój Aten porównał około 180 poleis greckich. Z kolei Monteskiusz opisywał ustroje poszczególnych państw, badał także wpływ klimatu na ustrój.